# Цзоу Кай
Цзо́у Кай (кит. упр. 邹凯, пиньинь Zōu Kǎi, род. 25 февраля 1988 года) — китайский гимнаст, пятикратный олимпийский чемпион и пятикратный чемпион мира. Один из четырёх пятикратных олимпийских чемпионов в истории китайского спорта и единственный гимнаст среди них. Специализировался в упражнении на перекладине и вольных упражнениях.

## Биография
Цзоу Кай родился в 1988 году в Лучжоу провинции Сычуань. С 1991 года стал заниматься гимнастикой в Лучжоуской спортшколе. В 2001 году вошёл в сборную провинции Сычуань, в 2002 году — в национальную сборную.
В 2006 году Цзоу Кай завоевал золотые медали Азиатских игр и чемпионата мира, в 2007 опять стал золотым призёром чемпионата мира.
В 2008 году на Олимпийских играх в Пекине Цзоу Кай взял три золотых медали. В 2009 году он стал обладателем золотой и серебряной наград чемпионата мира, на чемпионате 2011 года он завоевал две золотые и одну серебряную медали.
На Олимпийских играх 2012 года в Лондоне Цзоу Кай завоевал две золотые и одну бронзовую медали.